# مايكل هاملين
مايكل هاملين (بالإنجليزية: Michael Hamlin)‏ هو لاعب كرة قدم أمريكية أمريكي، ولد في 21 نوفمبر 1985 في لامار في الولايات المتحدة.

## وصلات خارجية
- مايكل هاملين على موقع مرجع كرة القدم المحترفة.كوم (الإنجليزية)